# Les Marécottes

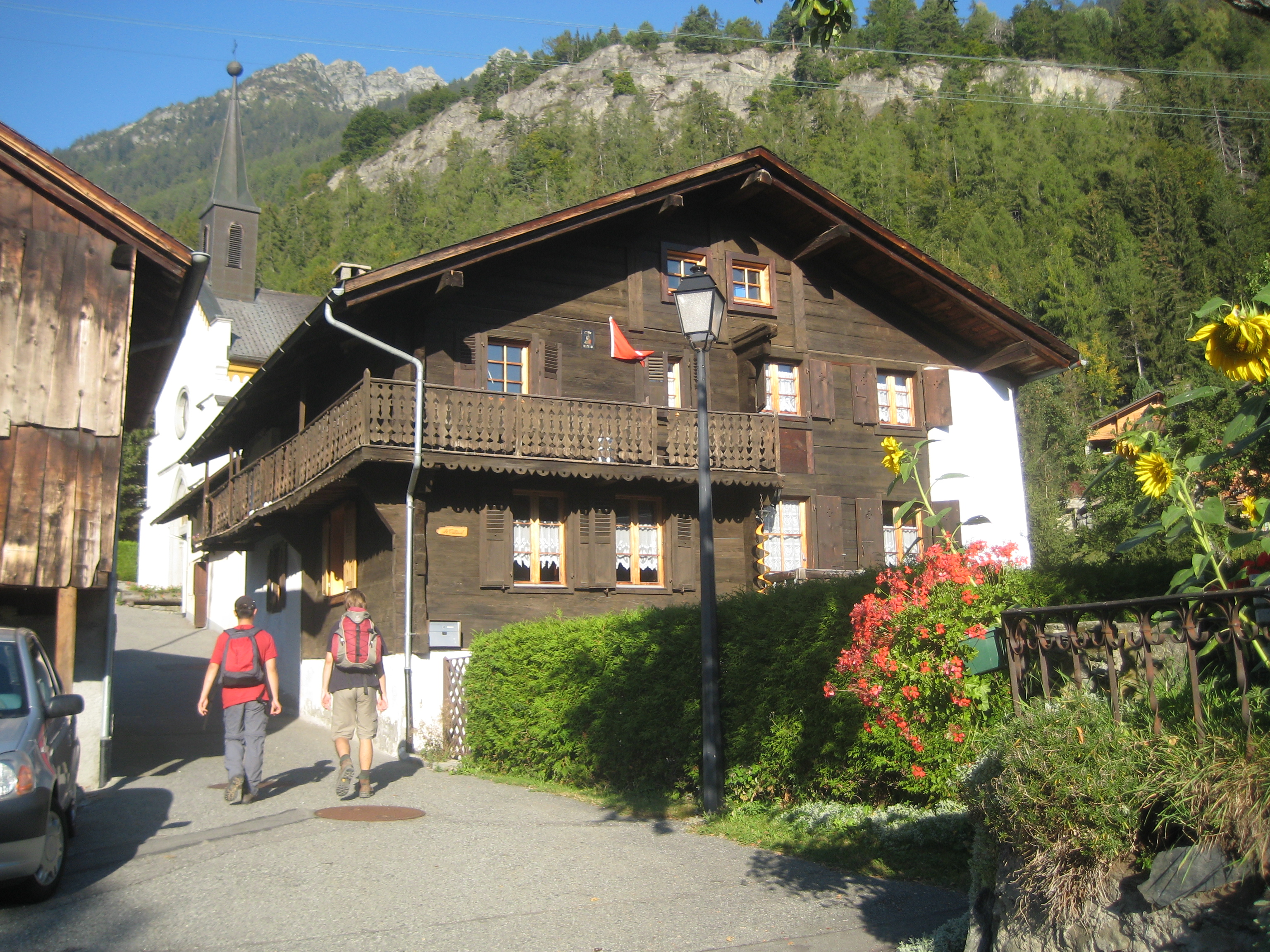
Les Marécottes

Les Marécottes ist ein Dorf im Kanton Wallis in der Schweiz. Es liegt im westlichen Teil des Kantons, im Vallée du Trient, in der Nähe von Martigny, auf einer Höhe von 1110 m ü. M. Es gehört zur Gemeinde Salvan.
Les Marécottes ist ein ganzjährig beliebtes Reiseziel. Zu den Attraktionen gehören ein Alpenzoo, ein in Felsen gebautes Naturschwimmbad und eine Gondelbahn, die nach La Creusaz (1777 m ü. M.) an der Südflanke des Luisin führt. Im Winter verfügt das Dorf über ein kleines Skigebiet.
Les Marécottes wird durch die Bahnlinie Martigny-Chamonix bedient. 